# Bella Nagy

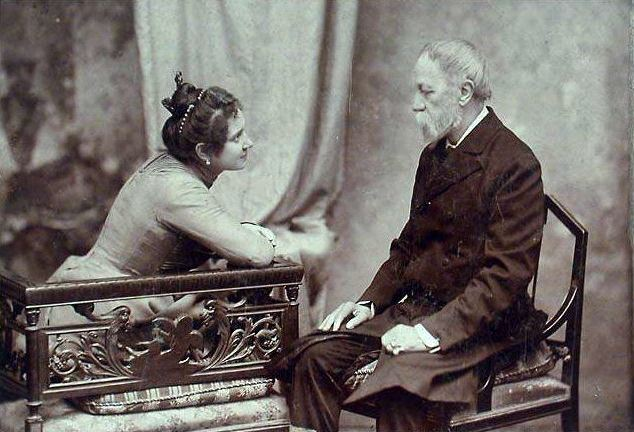
Mór Jókai și Bella Nagy în jurul anului 1900 (fotografie realizată de Mór Erdélyi)

Bella Nagy, Jókainé (născută Bella Grósz; n. 4 iulie 1879, Jákó, Districtul Kaposvár, județul Somogy, Ungaria – d. 30 ianuarie 1947, Londra, Anglia, Regatul Unit) a fost o actriță maghiară, cea de-a doua soție a scriitorului Mór Jókai.

## Biografie

### Tinerețea
Bella Nagy s-a născut în 1879 în satul Jákó într-o familie de origine evreiască, ca fiică a mecanicului Móric Grósz și a Évei Flamm. A urmat școala comercială din Óbuda și apoi, cu sprijinul lui Mór Jókai, a obținut o bursă de studii mai întâi la Teatrul Național și apoi la școala de actorie a actriței Szidi Rákosi. 

### Cariera
Prima ei reprezentație a avut loc pe 26 noiembrie 1898 în rolul Magda din drama Heimat a lui Hermann Sudermann la Teatrul Kisfaludy din Óbuda. Debutul tinerei actrițe a fost lăudat de criticii teatrali în ziarul Pesti Hírlap. Actrița a jucat apoi în câteva piese ale lui Mór Jókai. A apărut mai întâi pe 14 iunie 1899 în drama Dalma, care s-a jucat cu mare succes pe scena Teatrului de Vară din Buda. Pe 29 iulie, cu ocazia comemorării a 50 de ani de la moartea lui Sándor Petőfi, a apărut în rolul Nemtő din poemul dramatic Apotheosis al lui Jókai. Scriitorul bătrân, care era văduv, a fost fascinat de tânăra actriță și a ajutat-o, cât a putut, în carieră. Ea a obținut roluri în toate reprezentațiile pieselor lui.
Pe 16 septembrie 1899 cei doi s-au căsătorit în sectorul Terézváros al Budapestei. Cei doi soți au călătorit la Marea Adriatică, apoi prin Europa, într-o stare de euforie. Mama femeii, cele două surori și un frate s-au mutat, de asemenea, în casa scriitorului din Pesta. Diferența mare de vârstă (scriitorul avea 74 de ani și actrița doar 20 de ani), plus diferențele religioase între ei, au cauzat un scandal public național, iar familia lui Jókai a încercat să obțină anularea căsătoriei prin declararea lui ca iresponsabil. Jókai a afirmat că Bătrânul nu este bătrân și a scris, de asemenea, un volum de poezii dedicat mai tinerei sale soții. Bella Nagy a renunțat fără prea mare dorință la cariera de actriță și a încercat o revenire în 1901, dar a continuat să fie văzută de opinia publică doar ca soția lui Jókai.
Jókai a numit-o legatar universal al averii sale în locul fiicei sale adoptive, soția lui Árpád Feszty. După moartea lui în 1904, ea a fost singura sa moștenitoare, ceea ce a stârnit indignarea altor pretendenți și a provocat un nou scandal și procese civile îndelungate; a pierdut acele procese și a rămas fără averea lui Jókai.
În anul 1912 Bella Nagy a donat cărțile, manuscrisele, portretele și busturile lui Jókai către Muzeul Național al Ungariei în schimbul unei pensii viagere.

### Viața particulară
Bella Nagy s-a căsătorit cu scriitorul Mór Jókai în 1899 și și-a petrecut luna de miere în Sicilia. Era a doua soție a scriitorului. Prima lui soție, Róza Laborfalvi (1817-1886), a fost tot actriță. Bella Nagy a rămas văduvă în 1904, atunci când Jókai a murit, și nu s-a recăsătorit niciodată. Ea s-a mutat în Anglia în 1939, atunci când a izbucnit cel de-al Doilea Război Mondial, pentru a se refugia de naziști, a-și îngriji sănătatea și a aranja publicarea unei ediții în limba engleză a scrierilor soțului ei. În anul 1942 guvernul Ungariei a încetat să-i mai plătească pensia viageră, la presiunea Germaniei Naziste. Bella Nagy a murit în 1947 în orașul Amersham din comitatul Buckinghamshire, la vârsta de 67 de ani.